# Wehnerstraße 16 (München)

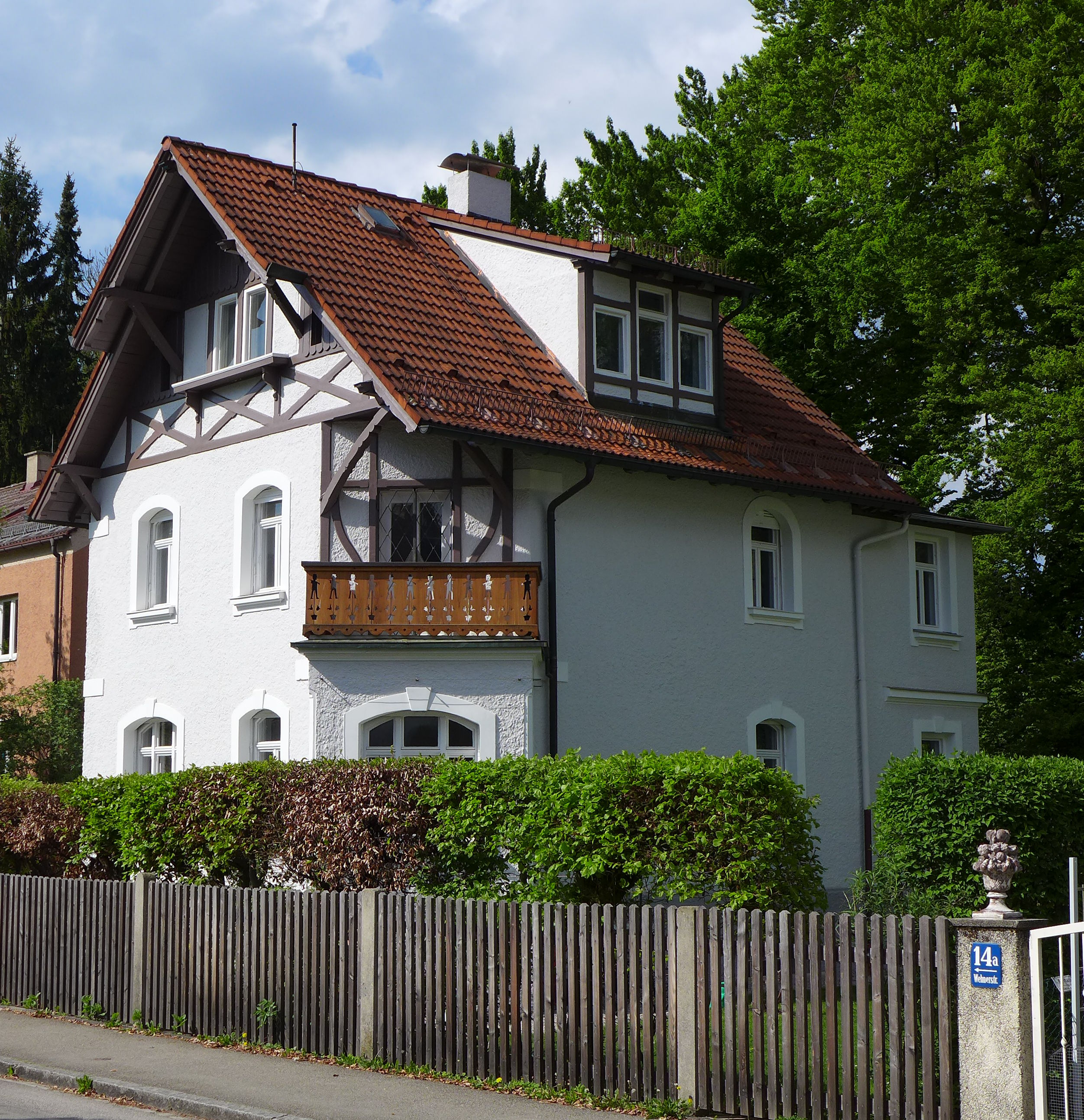
Haus Wehnerstraße 16 im Stadtteil Pasing von München

Das Gebäude Wehnerstraße 16 im Stadtteil Pasing der bayerischen Landeshauptstadt München wurde um 1900 errichtet. Die Villa ist ein geschütztes Baudenkmal. 
Das Haus in der Wehnerstraße mit Fachwerk gehört zur Erstbebauung der Waldkolonie Pasing. Der Satteldachbau mit eingestelltem Erdgeschosserker wurde bereits im Jahr 1900 nach hinten erweitert.